# Gruffy

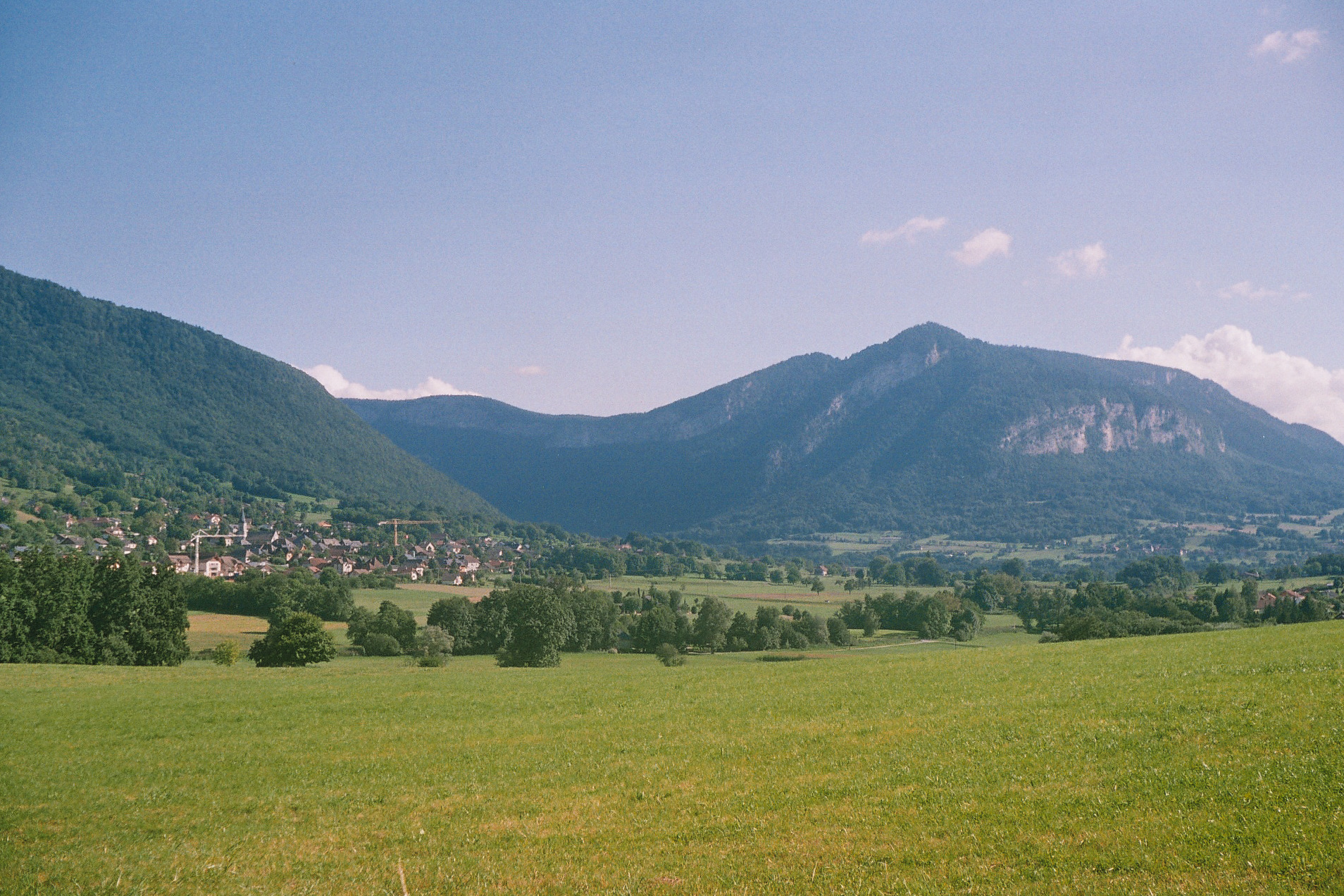
Gruffy mit Umgebung

Gruffy ist eine französische Gemeinde im Département Haute-Savoie in der Region Auvergne-Rhône-Alpes.

## Geographie
Gruffy liegt auf 565 m, etwa 14 Kilometer südsüdwestlich der Stadt Annecy (Luftlinie). Das ehemalige Bauerndorf erstreckt sich am Rand eines Hochplateaus am Westfuß des Semnoz, im Albanais, nördlich des Austritts des Chéran aus der Cluse de Bange, einer Schlucht, in welcher der Fluss die westliche Randkette des Massivs der Bauges durchbricht. Die Gemeinde liegt innerhalb des Regionalen Naturparks Massif des Bauges.
Die Fläche des 14,44 km² großen Gemeindegebiets umfasst einen Abschnitt des Alpenvorlandes im südlichen Albanais. Die westliche Grenze verläuft entlang des Chéran. Dieser tritt unterhalb des Pont de l’Abîme aus einer Felsschlucht in die Molasseschichten des Alpenvorlandes hinaus, in die er durch seine Erosionskraft ein Kerbtal eingeschnitten hat. Vom Flusslauf erstreckt sich das Gemeindeareal ostwärts auf das Hochplateau von Gruffy. Daran schließt sich im Osten die zunächst mit Wiesland bedeckte, im oberen Teil waldbedeckte Westflanke des Semnoz an. Auf dem breiten Höhenrücken dehnen sich Bergweiden aus. Hier wird mit 1666 m die höchste Erhebung von Gruffy erreicht.
Zu Gruffy gehören neben dem eigentlichen Ortskern verschiedene Weilersiedlungen und Gehöfte, darunter: 
- Le Vernet (520 m) auf dem Plateau über dem Tal des Chéran
- Le Buisson (620 m) am Westfuß des Semnoz
- Les Choseaux (570 m) am Westfuß des Semnoz, nördlich an Gruffy anschließend
- Le Mollard (570 m) am Westfuß des Semnoz, südlich an Gruffy anschließend

Nachbargemeinden von Gruffy sind Mûres und Viuz-la-Chiésaz im Norden, Leschaux im Osten, Allèves und Cusy im Süden sowie Héry-sur-Alby im Westen.

## Geschichte
Das Gemeindegebiet von Gruffy war schon sehr früh besiedelt. Es wurden Überreste aus dem Neolithikum, der Eisenzeit und der Römerzeit (Mauerfundamente eines Landgutes und Inschriften) gefunden. Der im Mittelalter urkundlich erwähnte Ortsname geht auf den gallorömischen Personennamen Gruffius zurück und bedeutet so viel wie Landgut des Gruffius (Gruffiacum). Schon im 10. Jahrhundert wurde die erste Kirche (Saint-Pierre) erbaut. Bis im 15. Jahrhundert war Gruffy Mittelpunkt einer Kastlanei.

## Sehenswürdigkeiten
Die dreischiffige Pfarrkirche Saint-Pierre-aux-Liens wurde ab 1872 erbaut. Vom ehemaligen Château de Gruffy oberhalb des Dorfkerns sind ein viereckiger Turm und Teile der Umfassungsmauer erhalten. In einem alten Bauernhof ist das Musée de la Nature untergebracht. Es gibt einen Einblick in das Leben der Savoyer. Am Eingang in die Cluse de Bange befindet sich die Hängebrücke Pont de l’Abîme, welche die Felsschlucht des Chéran in 98 m Höhe überspannt.

## Bevölkerung
| Jahr                       | 1962 | 1968 | 1975 | 1982 | 1990 | 1999 | 2004 |
| Einwohner                  | 521  | 551  | 530  | 602  | 833  | 1157 | 1327 |
| Quellen: Cassini und INSEE |      |      |      |      |      |      |      |

Mit 1497 Einwohnern (Stand 1. Januar 2022) gehört Gruffy zu den kleineren Gemeinden des Département Haute-Savoie. Im Verlauf des 19. und 20. Jahrhunderts nahm die Einwohnerzahl aufgrund starker Abwanderung kontinuierlich ab (1861 wurden in Gruffy noch 988 Einwohner gezählt). Seit Mitte der 1970er Jahre wurde jedoch dank der schönen Wohnlage wieder eine markante Bevölkerungszunahme verzeichnet.

## Wirtschaft und Infrastruktur
Gruffy war bis weit ins 20. Jahrhundert hinein ein vorwiegend durch die Landwirtschaft geprägtes Dorf. Daneben gibt es heute verschiedene Betriebe des lokalen Kleingewerbes. Mittlerweile hat sich das Dorf auch zu einer Wohngemeinde entwickelt. Viele Erwerbstätige sind Wegpendler, die in den größeren Ortschaften der Umgebung sowie im Raum Annecy  und Chambéry ihrer Arbeit nachgehen.
Die Ortschaft liegt abseits der größeren Durchgangsstraßen an einer Departementsstraße, die von Balmont nach Lescheraines im Massiv der Bauges führt. Eine weitere Straßenverbindung besteht mit Alby-sur-Chéran. Der nächste Anschluss an die Autobahn A41 befindet sich in einer Entfernung von rund 8 km.